# Melanie Tem
Melanie Tem (nacida como Melanie Kubachko, 11 de abril de 1949 – 9 de febrero de 2015) fue una escritora estadounidense de horror y fantasía. 
Melanie creció en Saegertown, Pennsylvania. Estudió en el Colegio Allegheny y obtuvo una maestría en trabajo social en la Universidad de Denver en Colorado. 
Se casó con Steve Rasnic y la pareja tomó el apellido literario "Tem". Desarrolló cáncer de mama en 1997. En 2013 el cáncer hizo metástasis en sus huesos y órganos. Melanie falleció a los 65 años, el 9 de febrero de 2015.

### Novelas
- Prodigal (1991)
- Blood Moon (1992)
- Wilding (1992)
- Making Love (1993) (con Nancy Holder)
- Revenant (1994)
- Desmodus (1995)
- Witch-Light (1996) (con Nancy Holder)
- The Tides (1996)
- Black River (1997)
- Daughters (2001) (con Steve Rasnic Tem)
- Slain in the Spirit (2002)
- The Deceiver (2003)
- The Man on the Ceiling (2008) (con Steve Rasnic Tem)
- What You Remember I Did (2011) (con Janet Berliner)
- The Yellow Wood (2015)

### Colecciones
- Daddy's Side (1991)
- Beautiful Stranger (1992) (con Steve Rasnic Tem)
- The Ice Downstream: A Short Story Collection (2001)
- In Concert (2010) (con Steve Rasnic Tem)
- The Devil's Coattails: More Dispatches From the Dark Frontier (2011)

### Relatos cortos
- "Aspen Graffiti" (1988)
- "The Better Half" (1989)
- "Lightning Rod" (1990)
- "The Co-Op" (1990)
- "Daddy's Sid" (1991)
- "Fry Day" (1991)
- "Trail of Crumbs" (1992)
- "Jenny" (1993)
- "The Changelings" (1993)
- "Half Grandma" (1995)
- "Wife of Fifty Years" (1995)
- "Pandorette's Mother" (1996)
- "Aunt Libby's Grave" (1997)
- "Hagoday" (1998)
- "The Lonely Gorilla" (1999)
- "Alicia" (2000)
- "Piano Bar Blues" (2001)
- "Visits" (2004)
- "Dhost" (2007)
- "Monster" (2008)
- "The Shoes" (2010)
- "Corn Teeth" (2011)
- "Dahlias" (2012)
- "Timbrel and Pipe" (2014)

## Premios
Prodigal
- Premio Bram Stoker por Mejor novela debut.

The Man on the Ceiling (con Steve Rasnic Tem)
- Premio Bram Stoker por Mejor novela de ficción
- World Fantasy Award por Mejor novela
- International Horror Guild Award por Mejor historia larga
- British Fantasy Award – Icarus Award (1992)